# Кшесімув
Кшесімув (пол. Krzesimów) — село в Польщі, у гміні Мелґев Свідницького повіту Люблінського воєводства. Населення — 555 осіб (2011).

## Історія
Станом на 1921 рік село та фільварок Кшесімув належали до гміни Мелґев Люблінського повіту Люблинського воєводства міжвоєнної Польщі.
За офіційним переписом населення Польщі 10 вересня 1921 року в селі Кшесімув налічувалося 77 домів і 594 мешканці (майже усі поляки-римо-католики). На однойменному фільварку було 9 будинків та 256 мешканців, з них:
- 125 чоловіків 131 жінка;
- 192 римо-католиків, 40 православних, 14 юдеїв, 10 євангельських християн;
- усі 256 — поляки.

## Демографія
Демографічна структура станом на 31 березня 2011 року:
|          | Загалом | Допрацездатний вік | Працездатний вік | Постпрацездатний вік |
| -------- | ------- | ------------------ | ---------------- | -------------------- |
| Чоловіки | 313     | 49                 | 220              | 44                   |
| Жінки    | 242     | 45                 | 136              | 61                   |
| Разом    | 555     | 94                 | 356              | 105                  |